# Distrito Escolar Independiente de Dallas
El Distrito Escolar Independiente de Dallas o (DISD, Dallas Independent School District) por sus siglas en inglés es un distrito escolar basado en Dallas, Texas (EUA). El Distrito Escolar de Dallas, el cual opera en la mayor parte del Condado de Dallas, es el segundo más grande del estado de Texas y el duodécimo más grande de los Estados Unidos.

## Historia

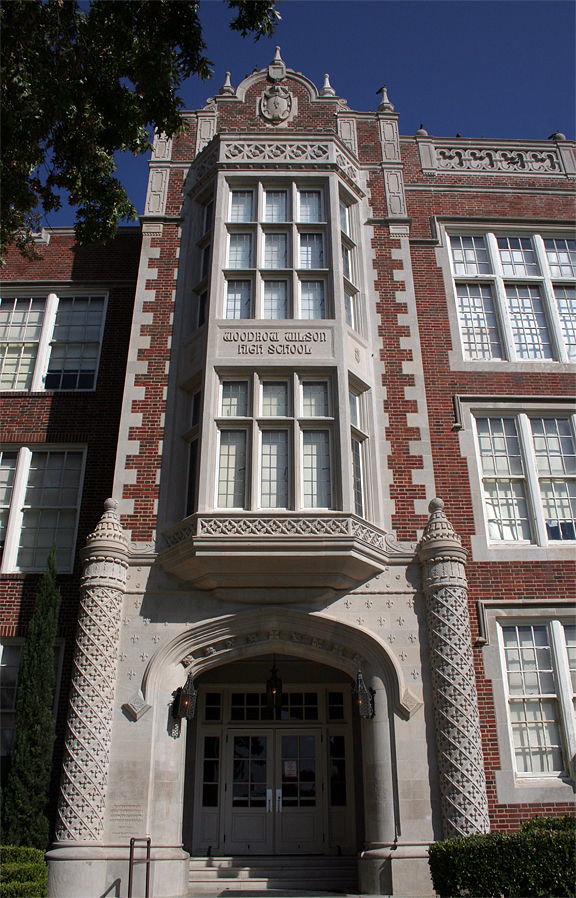
Escuela Preparatoria Woodrow Wilson

El Distrito Escolar Independiente de Dallas fue establecido en el año 1884. El distrito había absorbido muchos distritos escolares durante su historia. El Distrito Escolar de Vickory fue agregado al distrito de Dallas (añadiendo a Vickory Meadows) en el año 1948. El distrito de Addison fue absorbido en 1954. El distrito de Pleasant Grove fue agregado en 1955. El Distrito Escolar de Seagoville fue anexado al DISD en 1965. El Distrito Escolar Independiente de Wilmer-Hutchins fue añadido después del año escolar 2005-2006, mientras que sus residentes fueron puestos en la zona del DISD.
En el otoño del 2006, el distrito abrió 11 nuevos planteles escolares.

## Cubrimiento y Área
El distrito escolar de Dallas cubre 809,6 km² (312,6 mi²) de terreno y la mayor parte de la ciudad de Dallas. El distrito también sirve a Cockrell Hill, la mayor parte de Seagoville y Addison, Wilmer, Hutchins y porciones de las siguientes ciudades:
- Balch Springs
- Carrollton
- Combine
- DeSoto
- Duncanville
- Farmers Branch
- Garland
- Highland Park
- Lancaster
- Mesquite
- University Park

Adicionalmente, el distrito cubre áreas no incorporadas al Condado de Dallas incluyendo algunas áreas con direcciones de Ferris.

## Conformación Estudiantil

### Número de estudiantes
- Escuelas Elementarias: 96.284
- Secundarias: 22.208
- Preparatorias: 39.567
- Total: 158.059 Estudiantes

### Etnicidad
- Hispanos: 98.858, 62.6%
- Afroamericanos: 47.901, 30.3%
- Blancos: 9.174, 5.8%
- Asiáticos: 1.619, 1.0%
- Amerindios: 507 0.3%

## Escuelas
Preparatorias del barrio y magnet:
- Escuela Preparatoria Skyline

Preparatorias del barrio:
- Escuela Preparatoria Bryan Adams
- Escuela Preparatoria W. H. Adamson
- Escuela Preparatoria David W. Carter
- Escuela Preparatoria Emmett J. Conrad
- Escuela Preparatoria Hillcrest
- Escuela Preparatoria Thomas Jefferson
- Escuela Preparatoria Justin F. Kimball
- Escuela Preparatoria Lincoln
- Escuela Preparatoria James Madison
- Escuela Preparatoria Moisés E. Molina
- Escuela Preparatoria del Norte de Dallas
- Escuela Preparatoria L. G. Pinkston
- Escuela Preparatoria Roosevelt
- Escuela Preparatoria W. W. Samuell
- Escuela Preparatoria Seagoville
- Escuela Preparatoria del Sur de Oak Cliff
- Escuela Preparatoria H. Grady Spruce
- Escuela Preparatoria Sunset
- Escuela Preparatoria W.T. White
- Escuela Preparatoria Wilmer-Hutchins
- Escuela Preparatoria Woodrow Wilson

Escuelas magnet:
- Escuela Preparatoria para Artes Visuales y de Actuación Booker T. Washington
- Academia de Liderazgo para Jóvenes Barack Obama (solamente para niños)
- Escuela de Liderazgo para Jovencitas Irma Rangel (solamente para niñas)
- Nueva Escuela Preparatoria Tecnológica en B.F. Darrell (New Tech High School at B. F. Darrell), anteriormente la Nueva Escuela Preparatoria Tecnológica en A. Maceo Smith

## Sede administrativa
La sede administrativa del distrito es el Linus D. Wright Dallas ISD Administration Building en 9400 North Central Expressway. Tiene su nombre desde 2018.